# Кафр-Зайта
Кафр-Зайта (араб. كفرزيتا‎) — город на западе Сирии, расположенный на территории мухафазы Хама. Входит в состав района Мухрада. Является центром одноимённой нахии.

## География
Город находится в северо-западной части мухафазы, к северу от реки Эль-Аси, на высоте 320 метров над уровнем моря.

Кафр-Зайта расположена на расстоянии приблизительно 24 километров (по прямой) к северо-северо-западу (NNW) от Хамы, административного центра провинции и на расстоянии 202 километров к северо-северо-востоку (NNE) от Дамаска, столицы страны.

## История
23 августа 2019 года Сирийская арабская армия, после окружения террористов на севере провинции Хама, освободила Кафр-Зайту.

## Население
По данным официальной переписи 2004 года численность населения города составляла 17 052 человека (8727 мужчин и 8325 женщин). Насчитывалось 2504 домохозяйства. В конфессиональном составе населения преобладают сунниты.

## Транспорт
К востоку от города проходит национальная автотрасса M5. Ближайший гражданский аэропорт — Международный аэропорт имени Басиля Аль-Асада.